# علم لاتفيا

علم لاتفيا

علم جمهورية لاتفيا السوفيتية الاشتراكية مابين عامي 1953 - 1990

أعتمد علم لاتفيا في 27 شباط - فبراير من سنة 1990 ويتكون العلم اللاتفي من ثلاثة شرائط أفقية بألوان الأحمر والأبيض والأحمر، وتشبه ألوانه ألوان علم النمسا.

## معنى ألوان العلم
- الأحمر: يرمز إلى الدماء التي سفكت من أجل نيل الاستقلال.
- الأبيض: يرمز إلى القانون والنقاء والعدالة.

## أعلام مشابهة

علم النمسا
علم لبنان
علم بولينزيا الفرنسية